# Triepeolus simplex
Triepeolus simplex es una especie de abejas cuco perteneciente a la familia Apidae. Se encuentra en América del Norte.
Miden 12 a 13 mm. Son activos en julio y agosto. Se los encuentra en prados y bordes bosques. Son cleptoparásitos de especies de abejas eucerinas, Melissodes.